# متحدین جین‌هان
جین‌هان (تلفظ کره‌ای: [tɕin.ɦan]) کنفدراسیون ضعیف متحدین شورشی بود که تقریباً از اوایل گاه‌شماری دوران مشترک تا قرن چهارم در شبه‌جزیره کره در شرق رود ناکدونگ و استان گیونگسانگ وجود داشت. جین‌هان یکی از سه قلمروهای سم‌هان، همراه با ماهان و بایون‌هان بوده‌است. طی روند نزولی استان جین در جنوب کره، جین‌هان توسط شیلا یکی از سه پادشاهی کره فتح شد.

## تاریخچه
جین‌هان، مانند دیگر متحدین سم‌هان،از سردرگمی و مهاجرت پس از سقوط ویمان جوسئون یکی از بخش‌های گوجوسان در ۱۰۸ سال قبل از میلاد ظهور کرد.

## فرهنگ
روابط آن‌ها با جین شفاف نیست اگرچه یادداشت معاصر چینی Records of the Three Kingdoms ادعا می‌کند که جین‌هان با هم یکسان بودند (در حالی که کتابی دیگر جین را به عنوان سلف سم‌هان به‌طور کلی توصیف می‌کند). جین‌هان و بایون‌هان اساساً در فرهنگ و گوناگونی آداب و رسوم مذهبی مشترک بود و ظاهراً با یک مرز مشخص از هم جدا نشدند.
با وجود فقدان شواهد باستان شناسی، مردم ادعا می‌کنند که آن‌ها فرزندان مهاجر دودمان چین بودند که بخاطر فرار از سیاست‌های کار اجباری چین به ماهان رفتند که به آن‌ها زمینی در شرق به آن‌ها داده شد. جین‌هان همچنین چین‌هان (秦韓) نیز گفته می‌شود. به عنوان مهاجران، با استناد بر کتاب‌های تاریخی چین و کره، پادشاهان جین‌هان ممکن است از مردم ماهان باشند. 
کتاب سامگوک ساگی و تاریخچه سلسله‌های شمالی توضیح می دهند که دراصل منطقه فرماندهی لیلانگ که بعدها به منطقه متحدین جین‌هان اضافه شد، پایه و اساس شیلا بود. 

## ایالات‌های کوچک عضو
طبق گفته‌های سان گو ژی، جین‌هان ۱۲ ایالت کوچک از ۶۰۰ تا ۵۰۰۰ خانواده داشت که از تقسیم ۶ ایالت کوچک یا قبیله تشکیل شده بودند:
- سارو (사로국, 斯盧國)، قدرتمندترین ایالت در جین‌هان، همچنین به آن «سورابل» نیز میگفتند. در سال ۵۰۳ بعد از میلاد، سارو نامش را به «شیلا» تغییر داد.
- گیجو (기저국, 己柢國)، در حال حاضر آندونگ.
- بولسا (불사국, 不斯國)، در حال حاضر چانگنیئونگ
- نان میریمیدونگ (난미리미동국, 難彌理彌凍國)، در حال حاضر میریانگ. همچنین به آن «میریمیدونگ» نیز گفته می‌شود.
- یوم‌هه (염해국, 冉奚國)، در حال حاضر اولسان.
- گونمی (군미국, 軍彌國)، در حال حاضر ساچئون.
- یودام (여담국, 如湛國)، در حال حاضر گانوی.
- هورو (호로국, 戶路國)، در حال حاضر سانگژو.
- چوسون (주선국, 州鮮國)، در حال حاضر گیونگ‌سان.
- مایون (마연국, 馬延國)، در حال حاضر میریانگ.
- او-یو (우유국, 優由國)، در حال حاضر چئونگدو یا یئونگ دوک.

طبق نوشته‌های سامگوک ساگی، پادشاهی شیلا (حدوداً در حال حاضر گیونگجو)، توسط پادشاه هیوک گئسو در سال ۵۷ قبل از میلاد ایجاد شد؛ کسی که شش قبیله جین‌هان را متحد کرد. شواهد کم و متناقض درباره روابط بین نام‌های جین‌هان، سارو، سورابل و شیلا می‌باشد. 
در مورد زندگی روزمره مردم جین‌هان اطلاعات کمی در دسترس است. به نظر میرسد آن‌ها شمن‌باور بوده باشند و قوانین مهم سیاسی را به خوبی انجام میدادند. کشاورزی بیشتر در زمینه برنج بود، ولی پرورش قابل توجه دام شامل اسب، گاو و مرغ و خروس بود.

## موقعیت
بیشتر تئوری‌ها نشان می‌دهد که جین‌هان در ناحیه‌ای قرار داشت که بعدها توسط پادشاهی شیلا اداره می شد: گیونگجو باسین و همجوار ساحل دریای ژاپن. جین‌هان در جنوب غربی با متحدین بایون‌هان و در غرب با متحدین ماهان همسایه بود. آن‌ها در شمال توسط فرمانداری چینی و ایالت ساحلی دونگایی محدود شده بودند. 